# Bisdom Nouna

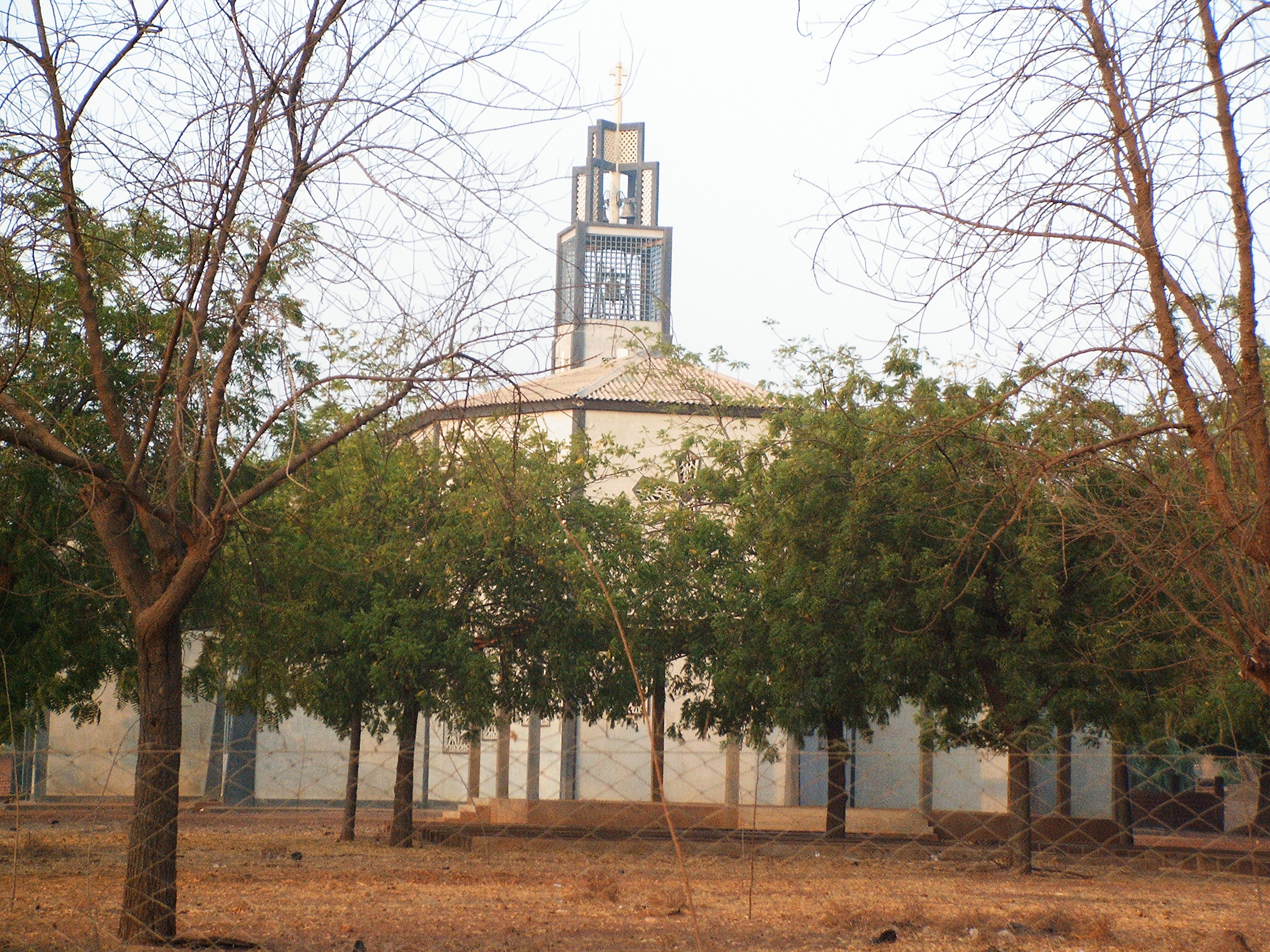
De kathedraal Notre-Dame-du-Perpétuel-Secours in Nouna

Het bisdom Nouna (Latijn: Dioecesis Nunensis) is een rooms-katholiek bisdom met als zetel Nouna in Burkina Faso. Het is een suffragaan bisdom van het aartsbisdom Bobo-Dioulasso. Het bisdom werd opgericht in 1955.
In 2019 telde het bisdom 10 parochies. Het bisdom heeft een oppervlakte van ongeveer 15.000 km² en telde in 2019 751.000 inwoners waarvan 9,8% rooms-katholiek was.

## Geschiedenis
In 1947 werd de apostolische prefectuur Nouna opgericht met aan het hoofd de Franse witte pater Jean-Marie Lesourd. Nouna werd een apostolisch vicariaat in 1951 en in 1955 een bisdom. Tussen 1975 en 2000 droeg het bisdom de naam Nouna-Dédougou. In 2000 werd Dédougou een apart bisdom.

## Bisschoppen
- Jean-Marie Lesourd, M. Afr. (1955-1973)
- Zéphyrin Toé (1973-2000)
- Joseph Sama (2000-)